# دميترو بافليتشكو
دميترو فاسيليوفيتش بافليتشكو (بالأوكرانية: Дмитро Васильович Павличко؛ 28 سبتمبر 1929 - 29 يناير 2023) كان شاعرًا ومترجمًا وكاتب سيناريو وباحثًا ثقافيًا وسياسيًا أوكرانيًا.

## سيرته الذاتية
وُلد دميترو بافليتشكو في 28 سبتمبر 1929 لعائلة عاملة في قطاع الأخشاب المنشورة، تعيش في قرية ستوبتشاتيف قرب جبال كاربات. تقع هذه القرية اليوم قرب بلدة يابلونيف في رايون كوسيف، أوبلاست إيفانو فرانكيفسك. بين عامي 1945 و1946، أمضى حوالي اثني عشر شهرًا في سجن سوفيتي، لمشاركته في جيش التمرد الأوكراني في سن السادسة عشرة. لاحقًا، وصفه أندري ماليشكو مازحًا بأنه "طباخ حساء بانديروفيت [الإنجليزية]".
تخرج بافليتشكو في جامعة لفيف (قسم فقه اللغة) في 1953، وعمل في مجلة "جوفتن" (التي تُعرف حاليًا باسم "دزفين"). ثم عمل في مكتب الاتحاد الوطني للكتاب في أوكرانيا بعد قدومه إلى كييف، وأصبح محررًا في مجلة "فسسفيت" (الكون) بين عامي 1971 و1978.
قدّم بافليتشكو نفسه كناشط إعلامي ومدني، في أعماله الشعرية خلال الحقبة السوفيتية، والتي نُشر أولها "الحب والكراهية" في 1953، على الرغم من قيود الرقابة آنذاك وخرقه للقواعد المعمول بها. وقد مُنح جائزة شيفتشينكو الوطنية عن هذا العمل الأدبي في 1977.
ترجم بافليشكو أيضًا قصائد دانتي أليغييري، وفرانشيسكو بتراركا، ومايكل أنجلو، ووليم شكسبير، وخوسيه مارتي، ونيكولا فابتساروف، وغيرهم إلى جانب كتابة أشعاره الخاصة.
استُخدمت العديد من قصائد بافليشكو في الأغاني، لعل أشهرها قصيدة "لونان [الإنجليزية]".
كان دميترو بافليتشكو أحد مؤسسي الحركة الشعبية الأوكرانية [الإنجليزية] في أواخر ثمانينيات القرن الماضي، وشارك في تجديد جمعية بروسفيتا [الإنجليزية]، ونظّم وقاد احتفالات الذكرى السنوية الخمسمائة لحركة زابوروجيان سيش [الإنجليزية] في 1990، وشارك بفعالية في صياغة قانون استقلال أوكرانيا الذي أُقرّ في 24 أغسطس 1991. أصبح بافليتشكو سفيرًا لأوكرانيا لدى بولندا وسلوفاكيا في التسعينيات. وانتُخب بافليتشكو لعضوية البرلمان الأوكراني (فيرخوفنا رادا) من 1990 إلى 1999، وكذلك في 2005.
أصبح بافليتشكو دكتورًا فخريًا في العلوم في جامعتي لفيف ووارسو، وأستاذًا في أكاديمية كييف-موهيلا.
استضاف المتحف الوطني للأدب في أوكرانيا في 24 أكتوبر 2019، أمسيةً تذكاريةً مُخصصةً للذكرى التسعين لرحيل دميترو بافليتشكو، حيث عُرض المجلدان الخامس والسادس (الأخير) من مذكراته "دميترو بافليتشكو: مذكرات" الصادرة عن دار ياروسلافيف فال للنشر.
توفي بافليتشكو في 29 يناير 2023 في كييف عن عمر يناهز 93 عامًا، ودُفن في 31 يناير في قريته ستوبتشاتيف.

## كتبه
- Dmytro Vasylovych Pavlychko. (2004). Ukrainska Natsionalna Ideia : Statti, Vystupy, Interv'iu, Dokumenty, Vyd-vo Solomii Pavlychko Osnovy. (ردمك 978-966-500-124-9).
- Dmytro Vasylovych Pavlychko. (2002). Naperstok : Poezii, Vyd-vo Solomii Pavlychko Osnovy. (ردمك 978-966-500-227-7).
- Dmytro Vasylovych Pavlychko. (2002). Ukrainska Natsionalna Ideia, Vydavnychyi dim KM Akademiia. (ردمك 978-966-518-172-9).
- Dmytro Vasylovych Pavlychko. (1988). Bilia Muzhnoho Svitla : Literaturno-Krytychni Statti, Spohady, Vystupy, Rad. pysmennyk. (ردمك 978-5-333-00026-2).

## روابط خارجية
- Poems of Dmytro Pavlychko in the Library of Ukrainian Poetry باللغة الأوكرانية
- Poems of Dmytro Pavlychko باللغة الإنجليزية
- Dmytro Pavlychko